# Magdeleine Vallieres
Magdeleine Vallieres Mill (Sherbrooke, 10 augustus 2001) is een Canadees wielrenster die anno 2024 rijdt bij de Amerikaanse wielerploeg EF Education-Cannondale.

## Carrière
Zowel op de weg als in het tijdrijden werd Vallieres in 2019 nationaal kampioen bij de junioren. Ze begon in 2020 bij de continentale wielerploeg WCC Team. Hier reed ze met andere jonge rensters die allemaal een verschillende nationaliteit hebben, waaronder de Slowaakse Tereza Medveďová. Na twee jaar maakte ze de overstap naar de Amerikaanse ploeg EF Education-TIBCO-SVB. Nadat de ploeg per 2024 ophield te bestaan maakte ze met enkele andere ploeggenoten de overstap naar EF Education-Cannondale. Namens deze laatstgenoemde ploeg boekte ze in 2024 op haar tweede wedstrijddag haar eerste professionele overwinning. Ze zegevierde in de Trofeo Palma na een solo van bijna acht kilometer.

## Overwinningen
2019
 Canadees kampioen op de weg, junioren
 Canadees kampioen tijdrijden, junioren
2024
Trofeo Palma

### Resultaten in voornaamste wedstrijden
| Jaar | Ronde van Italië | Ronde van Frankrijk | Ronde van Spanje |
| ---- | ---------------- | ------------------- | ---------------- |
| 2020 |                  |                     |                  |
| 2021 |                  |                     |                  |
| 2022 | 38e              | 66e                 |                  |
| 2023 | opgave           | 97e                 | 60e              |
| 2024 | 38e              | opgave              | 29e              |
| 2025 |                  | 18e                 | 30e              |

| Jaar | Milaan-San Remo | Gent-Wevelgem | Amstel Gold Race | Luik-Bast.‑Luik | Waalse Pijl | Strade Bianche |  | WK op de weg |
| ---- | --------------- | ------------- | ---------------- | --------------- | ----------- | -------------- |  | ------------ |
| 2020 |                 |               |                  |                 |             |                |  | opgave       |
| 2021 |                 |               |                  |                 |             |                |  |              |
| 2022 |                 |               | 90e              | 63e             | 42e         | 31e            |  | opgave       |
| 2023 |                 |               | opgave           | 71e             | 80e         |                |  |              |
| 2024 |                 |               | 53e              | 34e             | 32e         |                |  | 14e          |
| 2025 | 20e             | 57e           | 64e              |                 |             |                |  |              |

## Ploegen
- 2020 – WCC Team
- 2021 – WCC Team
- 2022 –  EF Education-TIBCO-SVB
- 2023 –  EF Education-TIBCO-SVB
- 2024 –  EF-Oatly-Cannondale[a]
- 2025 –  EF-Oatly-Cannondale

Bäckstedt (vanaf 1/8) · Banks · Borghesi · Erath · Doebel-Hickok · Ewers · Hammes · Honsinger · Langley · Newsom · Poidevin · Shapira · Smith · Stephens · Vallieres
Bäckstedt (tot 31/8) · Banks · Beuling (vanaf 20/4) · Borghesi · Doebel-Hickok · Ewers · Hammes · Honsinger · Jackson · Langley · Poidevin · Shapira · Smith · Stephens · Vallieres · Williams
Armitage · Borghesi · Cadzow · Emond · Ewers · Faulkner   · Henttala · Jackson · Kakita (vanaf 31/7) · Kessler · Knaven (vanaf 24/6) · Koppenburg · Labecki · Quinn · Rüegg · Stannard · Vallieres
Armitage (tot 1/4) · Berton · Borghesi · Cadzow · Christie · Emond · Ewers · Faulkner   · Henttala · Jackson · Kerbaol · Kessler · Kingma (vanaf 27/6) · Knaven · Roy · Rüegg · Vallieres · Volstad · van der Wolf